# روبرتو سزاتی
روبرتو سزاتی (انگلیسی: Roberto Cesati؛ زادهٔ ۵ فوریهٔ ۱۹۵۷) بازیکن فوتبال اهل ایتالیا است.
از باشگاه‌هایی که در آن بازی کرده‌است می‌توان به باشگاه فوتبال اینتر میلان، باشگاه فوتبال پارما، باشگاه فوتبال پیاچنزا، باشگاه فوتبال پیستویزه، باشگاه فوتبال دلفینو پسکارا، و باشگاه فوتبال وارزه اشاره کرد.